# Торсильери, Марко
Ма́рко Натане́ль Торсилье́ри (исп. Marco Natanel Torsiglieri; 12 января 1988, Кастелар) — аргентинский футболист, защитник.

## Биография
Торсильери дебютировал в качестве профессионального игрока в «Велес Сарсфилде» 18 ноября 2006 года. Вскоре был отдан в аренду клубу аргентинского второго дивизиона Тальерес-де-Кордоба на сезон 2007—2008 годов. Торсильери был в составе Велес Сарсфилд, когда тот выиграл Клаусуру 2009 года. Он оставил Велес Сарсфилд в июне 2010 года и перешёл в Португалию в лиссабонский Спортинг. Сумма трансфера составила 3,4 млн евро. Его контракт был заключен до 2014 года.
С 15 июля 2011 года был арендован харьковским «Металлистом». В первые полгода провёл за «Металлист» в чемпионате Украины 11 матчей, забил один гол. В январе 2012 года «Металлист» объявил о выкупе всех прав на Торсильери, контракт с ним заключён до 2016 года.
В 2013 году футболист выпал из основного состава команды и в августе был отдан в аренду в клуб второго испанского дивизиона «Альмерию».
Из-за политической обстановки Торсильери покинул «Металлист», перейдя в «Боку Хуниорс».

## Достижения
- Чемпион Аргентины: Кл. 2009
- Серебряный призёр чемпионата Украины: 2012/13
- Бронзовый призёр чемпионата Украины: 2011/12